# 47 pr. n. št.
47 pr. n. št. je bilo leto predjulijanskega rimskega koledarja. V rimskem svetu je bilo znano kot leto sokonzulstva Kalena in Vatinija, pa tudi kot leto 707 ab urbe condita.
Oznaka 47 pr. Kr. oz. 47 AC (Ante Christum, »pred Kristusom«), zdaj posodobljeno v 47 pr. n. št., se uporablja od srednjega veka, ko se je uveljavilo številčenje po sistemu Anno Domini.

## Dogodki
- 12. avgust - Julij Cezar premaga kralja Bosporja Farnaka II. v bitki pri Zeli; vojno kasneje jedrnato opiše z zdaj slavnim rekom »Prišel, videl, zmagal«.
- požar uniči aleksandrijsko knjižnico; konec aleksandrijske vojne
- Antipater postane prokurator Judeje, Herod pa guverner Galileje.
- Ciper pade pod rimsko oblast; konec Selevkidskega cesarstva. Zadnji Selevkidski kralj Selevk VII. od Julija Cezarja dobi dvajsetletno guvernerstvo na Cipru.

## Smrti
- Farnak II. Pontski, kralj Bosporja (* ok. 97 pr. n. št.)